# 互补品
互補品（英語： 或），為一經濟學名詞，即需求的交叉彈性為負的財貨。與替代品相對。乃指財貨間的消費是合併在一起，相互之間彼此牽動對方的需求量。若一財貨价格提高，会使另一种財貨的需求下降。

互補品曲线的需求的交叉弹性为负：当財貨Y价格上升时，財貨X的需求减少。

烤肉的時候木炭與肉的關係，因為用木炭烤肉才會比較香，若是肉買多出一般的量，為了怕肉不熟相對的木炭也會買多一點；又比如說羽毛球拍和羽毛球的關係：由於此兩件財貨乃同時存在才能發揮應有之功效，當羽毛球拍的價格下降時，相對地人們也會因為希望擁有較好的羽毛球以供運動之用，故羽毛球的需求便有機會在其價格沒有變動的可能下有所提升。
左鞋和右鞋是完美互補品，两者间关系为一对一。如果沒有左鞋，無論擁有多少右鞋，效用也是相同的。因此，完美互補品的無異曲線成直角形。

完美互補品的無異曲線

其他同样原理的互補關係包括打印機及墨盒、刮鬍刀及刀片。

## 相關主題
- 替代品
- 獨立品

1. (PDF). 香港特別行政區教育局. 2020 （中文（香港））.
2. . 翰林雲端學院.   [2025-06-25] （中文（臺灣））.